# Wacław Adamczyk (żołnierz)
Wacław Adamczyk, ps. Oster (ur. 3 czerwca 1906, zm. 31 grudnia 1994) – polski działacz ruchu ludowego, żołnierz Batalionów Chłopskich, kapitan.

## Życiorys
Urodził się jako syn Stanisława i Konstancji. W młodości mieszkał w Skokowie, gdzie trudnił się rolnictwem. W młodości wstąpił do Związku Młodzieży Wiejskiej RP „Wici” i Stronnictwa Ludowego. Po wybuchu II wojny światowej wstąpił do ruchu oporu. Początkowo należał do Związku Walki Zbrojnej, następnie do Stronnictwa Ludowego „Roch” i Batalionów Chłopskich. Został mianowany komendantem Państwowego Korpusu Bezpieczeństwa na terenie gminy Godów. Decyzją Komendy Głównej Armii Krajowej otrzymał stopień kapitana. Po zajęciu Lubelszczyzny przez Armię Czerwoną został uwięziony, a następnie 23 sierpnia 1944 wywieziony do łagrów w Riazaniu, Diagilewie i Susłongierze. Powrócił do kraju 28 października 1947. Zaangażował się w działalność SL i Zjednoczonego Stronnictwa Ludowego. Po powrocie zamieszkał w Kraśniku.
Pochowany na cmentarzu parafialnym w Kraśniku (grób 36/53).

## Ordery i odznaczenia
- Krzyż Srebrny Orderu Virtuti Militari
- Krzyż Walecznych
- Krzyż Partyzancki
- Srebrny Krzyż Zasługi